# 金明 (1910年)
金明（1910年—1941年2月），又名金敏、金景明，满族，辽宁省铁岭县人。中国共产党人物。

## 生平
1930年，金明毕业于沈阳第三中学，1931年考入沈阳东北大学，因九一八事变而辍学回家。1933年背井离乡，来到北平，入东北大学补习班读书。1934年，考入北京大学地质系。1935年，金敏参加了中国共产党外围组织中华民族武装自卫委员会，同年加入中国共产党，参加了一二·九运动和一二·一六运动，是北京大学中共地下党负责人之一，在游行时与军警搏斗负伤。
1936年，金明奉周恩来指示，与东北大学学生组成学生队，经保定、太原转道西安。同年底，参加了东北军骑兵团，在东北军中从事兵运。1937年底，到延安中央党校学习。1938年初，到晋西北任中共县委书记。1938年秋，到决死第四纵队任秘密纵队中共党委书记。1939年十二月事变时，他召开纵队党委扩大会，请雷任民、李力果等共同做出决定，于1939年12月12日夜，迅速带领部队突破包围，转移到岚县，与120师356旅靠近。1940年1月晋西北战役中，任纵队政治部组织科副科长、科长。由于过度劳累，1940年春季反扫荡战斗中，他因生病入院治疗。病势稍好转后，他又投入工作，不久旧病复发，入晋西北新军总部后方医院治疗。终因病势严重，1941年2月病逝，时年31岁。